# Ільбарс-хан III
Ільбарс-хан II (д/н — 1740) — хівинський хан у 1728—1740 роках.

## Життєпис
Походив з династії Шейбанідів. Син Шах Ніяз-хана. 1728 року після загибелі Шер Газі-хана під час повстання перських рабів, на раді знаті й улемів обирається новим ханом. Мав гарні відносини з Молодшим жузом, через правителів яких налагодив дипломатичні відносини з Російською імперією. Але 1731 року відкинув пропозицію визнати зверхність останньої. При цьому ситуація залишалася складною, оскільки Кунградське володіння (область біля Аральського моря) продовжував контролювати претендент на трон Тимур-Султан. У 1732 року розкрив змову проти себе, а 1736 року приєднав аральські землі після смерті Тимур Султана.
1737 року допоміг бухарському ханові Абу'л-Фаїзу у боротьбі проти Різакулі-хана (сина перського володаря Надир Шаха), завдяки чому було захищено Бухару. У грудні 1738 року Ільбарс-хан III з величезним військом з казахів, узбеків, туркмен, каракалпаків вдерся до Хорасану. В цей час Надир Шах перебував в Індостані. Проти хівинського хана виступив Різакулі-хан. Ільбарс-хан III пограбувавши частину Хорасану, не наважився дати бій перському війську, відступивши до Хіви.
У вересні 1740 року Надир Шах підкорив своїй владі Бухарське ханство. Тут висунув вимогу до хівинського ханства визнати свою владу, але той відкинув це. У жовтні в битві біля Джигасу 30-тисячне хівинське військо зазнало поразки. Втім значну допомогу ханові надали туркмени, почавши партизанську війну проти Надир Шаха. У вирішальній битві біля фортеці Ханках Ільбарс-хан III зазнав поразки і потрапив у полон. Невдовзі страчений разом з 20 аталиками й інаками. На троні Хіви було поставлено Тахир-хана з бухарської династії Аштарханидів.